# Taiof Island
Taiof Island, auch bekannt als Toiokh Island, in der deutschen Kolonialzeit Kaiserinsel genannt, ist eine Insel vor der Nordwestküste der Insel Bougainville in der Autonomen Region Bougainville im Osten Papua-Neuguineas.

## Geographie
Taiof ist nach Bougainville und Buka die drittgrößte Insel der Autonomen Region Bougainville im nordöstlichen Archipel der Salomonen. Die Insel schirmt die Matchin Bay westlich Richtung offenes Meer ab. Die Bucht wird von Bougainville im Osten, Buka im Norden und Taiof im Westen gebildet.
Die Insel ist ca. 13 Kilometer lang und an der breitesten Stelle etwa 3 Kilometer breit.
Nördlich der Insel liegen noch Madehas Island und Sohano Island. Südlich liegt Tanwoa Island, südöstlich die Saposa Islands und westlich liegen Hatsigan Island, Manus und Gog Island.
Weiterhin liegen einige kleine Inseln der Westküste der Insel vorgelagert.

## Kriegsgeschichte
Die Insel wurde 1942 von den Japanern besetzt. Anfang März 1944 versuchten japanische Truppen, sich mit einheimischen Kanus von der Insel Taiof zurückzuziehen und Tarlean an der Nordwestküste von Bougainville zu erreichen, wurden jedoch von Dorfbewohnern überfallen, die der Australia New Guinea Administrative Unit (ANGAU) treu ergeben waren. Die Insel und die nähere Umgebung blieb schließlich noch bis zur Kapitulation Japans besetzt.